# Blendi Nallbani
Blendi Shaban Nallbani, ps. Tata (ur. 30 maja 1971 w Tiranie) – albański piłkarz, były członek albańskich reprezentacji U-18 oraz U-21, w latach 1989–2002 reprezentant Albanii.
Wziął udział w programie Dancing with the Stars. Dołączył do Socjalistycznej Partii Albanii.